# Passiflora arizonica
Passiflora arizonica là một loài thực vật có hoa trong họ Lạc tiên. Loài này được (Killip) D.H. Goldman mô tả khoa học đầu tiên năm 2003.